# 1-亚油酸甘油酯
1-亚油酸甘油酯（英語：glyceryl 1-linoleate）是一种不饱和脂肪酸酯类化合物，化学式C21H38O4，可见于孩兒蔘、防風、莲等物种。